# Henry Miller (abogado)
Henry Miller (Brooklyn, 18 de febrero de 1931 - Mamaroneck, 16 de abril de 2020) fue un abogado y jurista estadounidense. Fue presidente del Colegio de Abogados de Nueva York, y autor de varios libros y artículos sobre defensa de juicios; Era conocido como un experto en abogacía.

## Temprana edad y educación
Miller nació en Brooklyn, hijo de Henry A. y Anne Withers Miller, el 18 de febrero de 1931.
Asistió a St. John's College (clase de 1952) y St. John's Law School (clase de 1959).

## Carrera
Fue abogado en ejercicio en la práctica privada desde 1966 hasta 2020, y fue el socio principal de la firma de abogados Clark, Gagliardi & Miller, PC, donde ejerció el trabajo de juicio a partir de 1966. Fue presidente del Colegio de Abogados de Westchester y del Colegio de Abogados de Nueva York, la asociación de abogados voluntaria más grande de los Estados Unidos. Recibió diferentes premios, incluido el premio al logro de por vida de la Asociación de Abogados Litigantes del Estado de Nueva York en 2015.
Fue calificado por otros abogados como uno de los dos mejores abogados litigantes en el área del condado de Westchester, Nueva York. Entre sus casos notables estaba In re Joint Eastern & Southern Dist. Asbestos Litigation. Él testificó a favor de la Ley de Protección de la Salud de 1987.
En 2010, escribió y actuó en All Too Human, una obra de un solo hombre sobre Clarence Darrow que estuvo de gira en Nueva York y Nueva Jersey.

## Vida personal
Estaba casado con Helena McCarty Miller; tuvieron cinco hijos y diez nietos.
Murió el 16 de abril de 2020 en Mamaroneck, Nueva York, a causa de los efectos de Covid-19, según su yerno y compañero de derecho. Recibió muchos elogios tras su fallecimiento a la edad de 89 años.